# Víska (Chrastava)

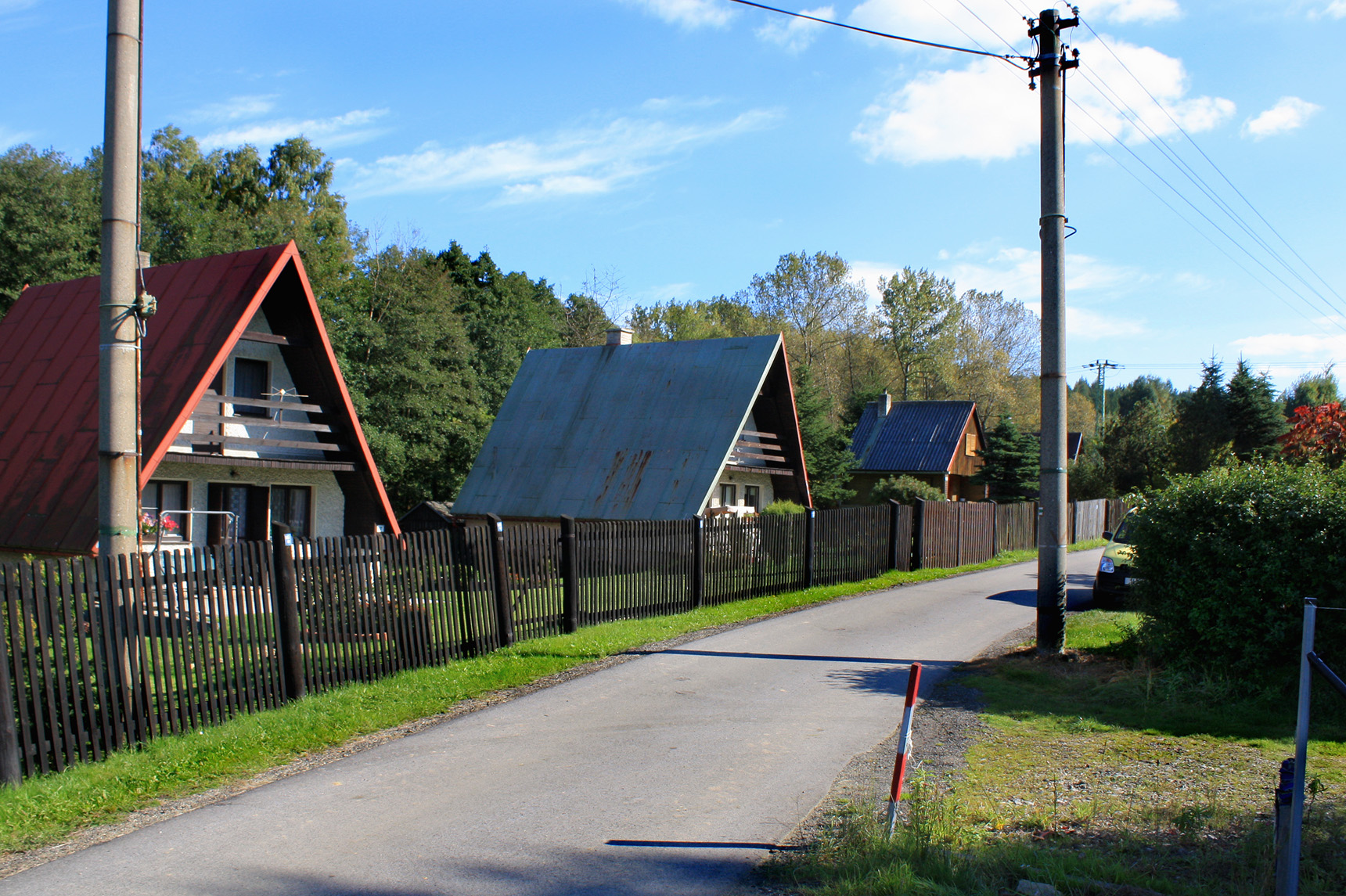
Ferienhäuser im südlichen Teil des Dorfes

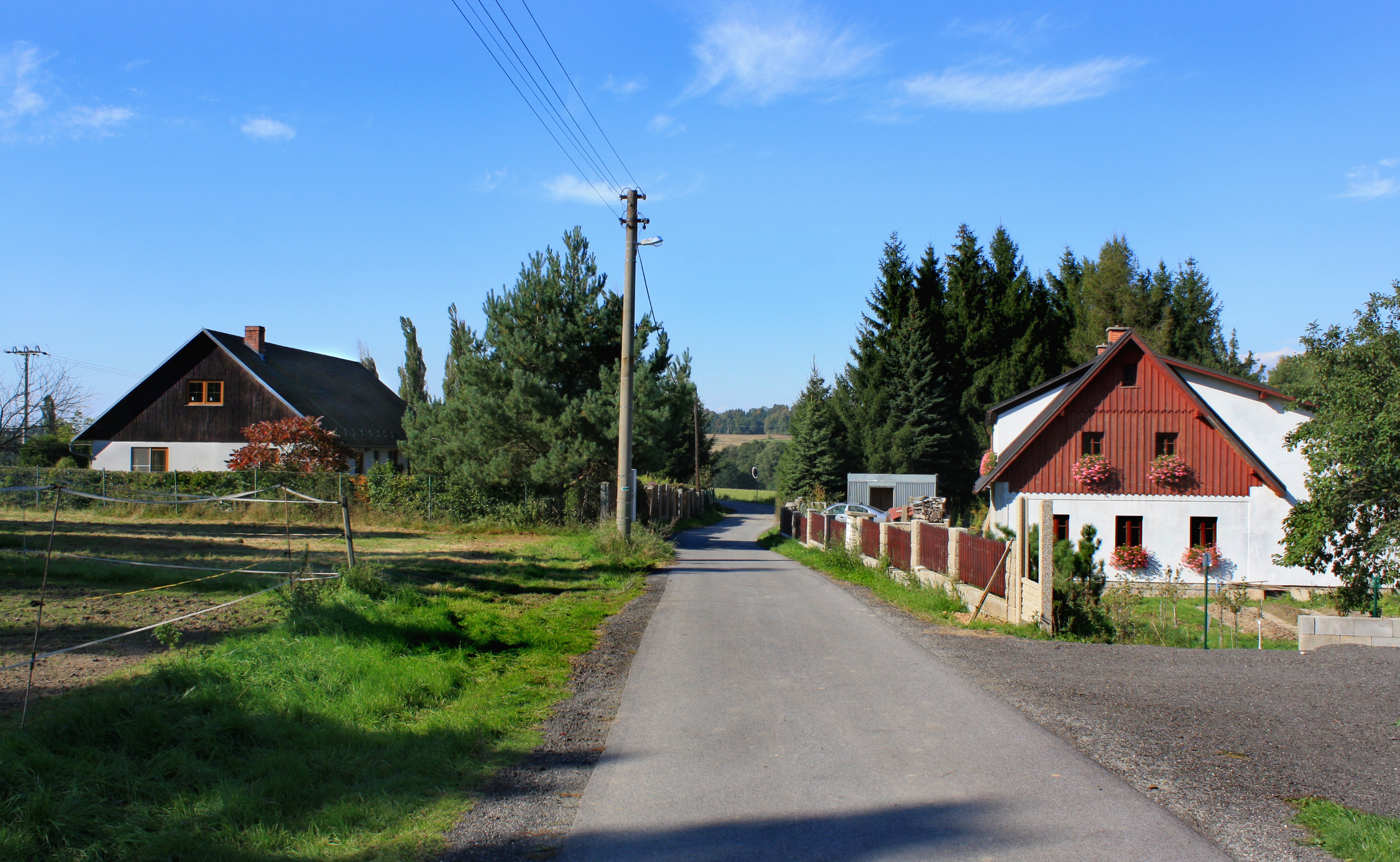
Nördlicher Teil

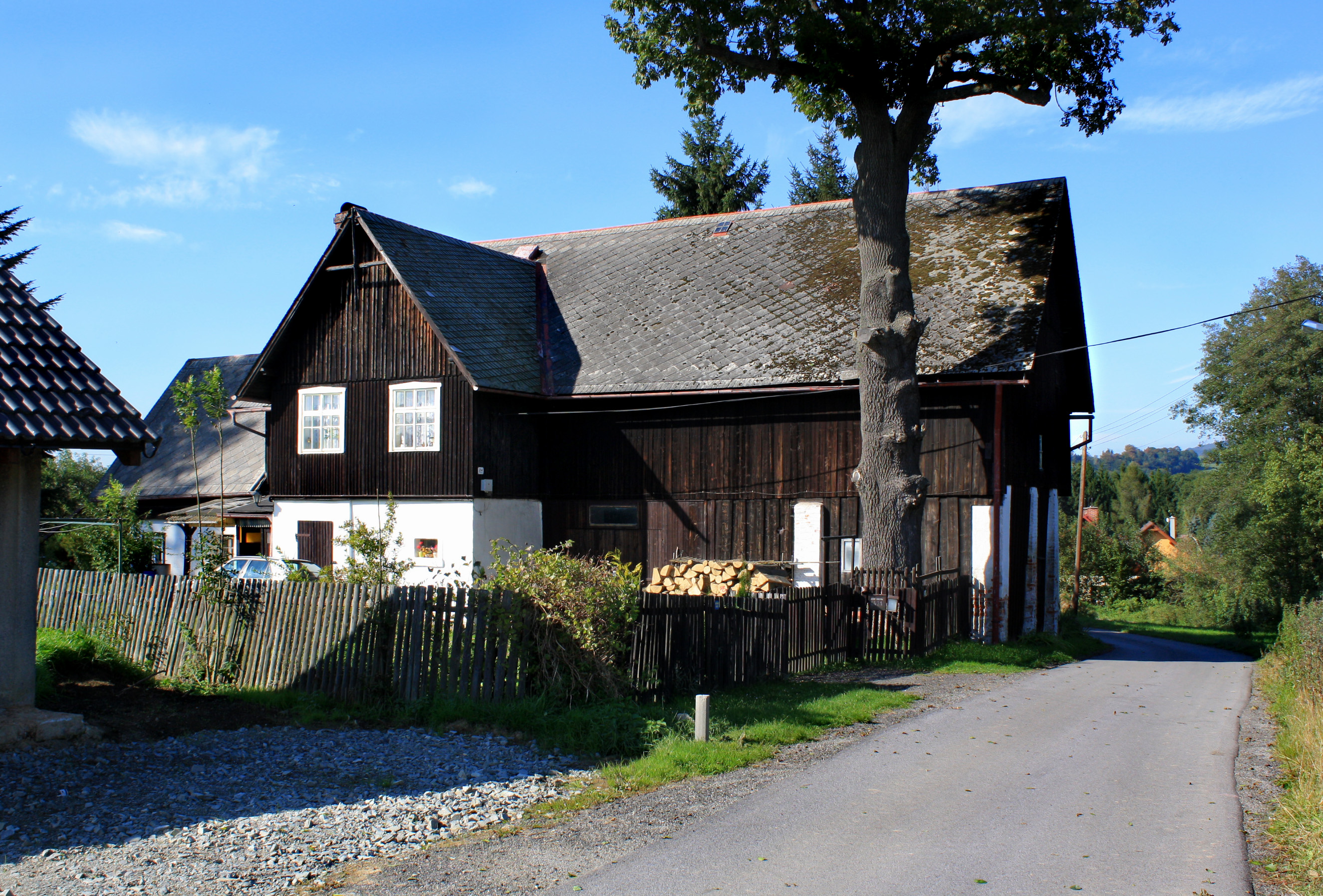
Altes Haus in der Ortsmitte

Víska, bis 1980 Nová Víska (deutsch Kratzau-Neudörfel, auch Kratzauer Neudörfel), ist ein Ortsteil der Stadt Chrastava in Tschechien. Er liegt zweieinhalb Kilometer östlich des Stadtzentrums von Chrastava und gehört zum Okres Liberec. Zur Unterscheidung von Nová Víska (Neudörfel) wird der Ort von den Einheimischen Chrastavská Nová Víska genannt.

## Geographie
Víska liegt am Fuße der westlichen Ausläufer des Isergebirges am Rande des Grottauer Beckens (Hrádecká pánev). Die Siedlung erstreckt sich südwestlich des Novoveský vrch am linken Ufer des Baches Chrastavský potok, eines kleinen Zuflusses zur Jeřice (Görsbach). Nördlich erheben sich der Spálený vrch (Brandberg, 581 m), der Lysý vrch (Kahleberg, 643 m) und die Kameniště (Neundorfer Steinberg, 608 m), nordöstlich der Závětří (432 m) und der Novoveský vrch (Neudörfler Berg, früher Steinberg, 511 m), im Südosten der U Lomu (461 m), südwestlich die Ovčí hora (Schafberg, 496 m) sowie im Nordwesten der Pšeničkův kopec (461 m), der Výhledy (Gickelsberg, 569 m) und der Vítkovský kopec (Wittigberg, 503 m). Gegen Süden erstreckt sich bis zum Tal der Lausitzer Neiße der Bedřichovský les (Friedrichshainer Forst).
Nachbarorte sind Růžek und Nová Ves im Norden, Nová Víska, Amerika und Mníšek im Nordosten, Fojtka im Osten, Krásná Studánka, Bělidlo und Stráž nad Nisou im Südosten, Svárov, Stráž nad Nisou, Bedřichovka und Hamrštejn im Süden, Andělská Hora im Südwesten, Chrastava im Westen sowie Horní Chrastava und Vysoká im Nordwesten.

## Geschichte
Neudörfel wurde zu Beginn des 18. Jahrhunderts durch den Besitzer der Herrschaft Grafenstein, Wenzel Graf Gallas, am Nordrand des Neundorfer Forstes gegründet. Die erste schriftliche Erwähnung der aus einem Jägerhaus und einigen hölzernen Chaluppen bestehenden Ansiedlung erfolgte im Jahre 1713. Im Jahr zuvor hatte Wenzel von Gallas das Gut Neundorf von Johann Joachim Pachta von Rayowa erworben und der ihm ebenfalls gehörigen Herrschaft Reichenberg zugeschlagen. Die Bewohner des Dorfes lebten von der Arbeit im Forst und der Landwirtschaft.
Im Jahre 1832 bestand Kratzauer-Neudörfel aus 13 Häusern mit 110 deutschsprachigen Einwohnern. Pfarrort war Kratzau. Bis zur Mitte des 19. Jahrhunderts blieb Neudörfel der Allodialherrschaft Grafenstein untertänig.
Nach der Aufhebung der Patrimonialherrschaften bildete Neudörfel ab 1850 einen Ortsteil der Gemeinde Ober-Kratzau / Hořejší Chrastava im Bunzlauer Kreis und Gerichtsbezirk Kratzau. Ab 1868 gehörte das Dorf zum Bezirk Reichenberg. Seit dem Ende des 19. Jahrhunderts verdiente sich ein Teil der Einwohner seinen Lebensunterhalt durch Lohnarbeit in den Kratzauer Fabriken. Seit 1924 wurde auch der tschechische Ortsname Nová Víska verwendet. Mit der Waldschenke und dem Kaffee Peuker bestanden in Kratzauer Neudörfel zwei Ausflugslokale, die vor allem von Ausflüglern aus Reichenberg aufgesucht wurden. Nach dem Münchner Abkommen erfolgte 1938 die Angliederung an das Deutsche Reich; bis 1945 gehörte Kratzau-Neudörfel zum Landkreis Reichenberg. Nach dem Ende des Zweiten Weltkrieges kam Nová Víska zur Tschechoslowakei zurück. In den Jahren 1946 und 1947 wurden die meisten deutschböhmischen Bewohner vertrieben. Die meisten Häuser des kleinen Dorfes blieben seit dieser Zeit unbewohnt. 1948 wurde Nová Víska zusammen mit Horní Chrastava nach Chrastava eingemeindet und zugleich dem Okres Liberec-okolí zugeordnet. Seit 1960 gehört das Dorf wieder zum Okres Liberec. Im Zuge der Eingemeindung von Nová Ves mit dem gleichnamigen Ortsteil Nová Víska erhielt Nová Víska am 1. Juli 1980 den amtlichen Namen Víska. Volkstümlich werden die beiden benachbarten Orte auch weiterhin als Chrastavská Nová Víska und Novoveská (Nová) Víska unterschieden. 1991 hatte Víska drei Einwohner. Im Jahre 2001 bestand das Dorf aus drei Wohnhäusern, in denen vier Menschen lebten. Insgesamt besteht der Ort aus 16 Häusern, die größtenteils zu Erholungszwecken genutzt werden. Seit 2013 besteht im Ortsteil Víska ein Bürgerverein.

## Ortsgliederung
Víska ist Teil des Katastralbezirkes Horní Chrastava. 